# Dean Cain
Dean George Cain (n. Dean George Tanaka;  31 iulie 1966, Mount Clemens, Michigan) este un actor american. Este cel mai cunoscut în întreaga lume pentru interpretarea rolului lui  Superman în popularul serial TV american Lois și Clark (Lois & Clark: The New Adventures of Superman).

## Biografie
Cain s-a născut la 31 iulie 1966 ca Dean George Tanaka în Mount Clemens, Michigan, ca fiul actriței Sharon Thomas și al lui Roger Tanaka. Este de origine francezo-canadiană, irlandeză, galeză și japoneză (părinții tatălui sunt de origine japoneză). În 1969, mama lui Cain s-a căsătorit cu regizorul de film Christopher Cain, care l-a adoptat pe Dean și pe fratele acestuia (muzicianul Roger Cain); ei au devenit fiii săi și familia s-a mutat în Malibu, California. Cuplul a avut mai târziu o fată, sora lui Dean, actrița  Krisinda Cain. Amândoi au absolvit Santa Monica High School, unde Dean a excelat la sport.
Dean a jucat baseball de copil  cu Chad, Rob Lowe și Charlie Sheen. La  Princeton a fost membru al frăției Zeta Psi și al clubului Cap & Gown. A avut întâlniri amoroase cu Brooke Shields în timp ce se afla la Princeton. Cain a absolvit Princeton în 1988 luând o diplomă de masterat în istoria filmului, teza sa de doctorat denumindu-se "The History and Development of the Functions of the Academy of Motion Picture Arts and Sciences."

## Filmografie
| An   | Titlu                                                   | Rol                        | Note                                                                         |
| ---- | ------------------------------------------------------- | -------------------------- | ---------------------------------------------------------------------------- |
| 1976 | Elmer                                                   | Dean Russell               |                                                                              |
| 1979 | Charlie and the Talking Buzzard                         | Joe                        |                                                                              |
| 1984 | The Stone Boy                                           | Eugene Hillerman           |                                                                              |
| 1990 | Write to Kill                                           | Parking Valet              |                                                                              |
| 1990 | Going Under                                             | Homosexual în Bar          |                                                                              |
| 1992 | Miracle Beach                                           | Voleibalist #1             |                                                                              |
| 1997 | Eating Las Vegas                                        | Frank                      |                                                                              |
| 1997 | Best Men                                                | Sergent Buzz Thomas        |                                                                              |
| 2000 | The Broken Hearts Club: A Romantic Comedy               | Cole                       |                                                                              |
| 2000 | No Alibi                                                | Bob Valenz                 |                                                                              |
| 2000 | Flight of Fancy                                         | Clay Bennett               |                                                                              |
| 2000 | Militia                                                 | Ethan Carter               |                                                                              |
| 2000 | For the Cause (a.k.a. Final Encounter)                  | Gen. Murran                |                                                                              |
| 2001 | Phase IV                                                | Simon Tate                 |                                                                              |
| 2001 | Firetrap                                                | Jack/Max Hooper            | Și producător                                                                |
| 2001 | Rat Race                                                | Shawn Kent                 |                                                                              |
| 2001 | A Christmas Adventure From a Book Called Wisely's Tales | Donner                     | Voce                                                                         |
| 2002 | New Alcatraz (Boa)                                      | Dr. Robert Trenton         |                                                                              |
| 2002 | Dark Descent                                            | Will Murdack               |                                                                              |
| 2003 | Dragon Fighter                                          | Capt. David Carver         | Și producător                                                                |
| 2003 | Gentle Ben 2: Danger on the Mountain                    | Jack Wedloe                |                                                                              |
| 2003 | Breakaway                                               | Morgan                     | Interpretează alături de Erika Eleniak și Eric Roberts                       |
| 2003 | Out of Time                                             | Chris Harrison             |                                                                              |
| 2003 | Grandpa's Place                                         | Special Appearance         | Scurtmetraj                                                                  |
| 2004 | Post Impact                                             | Sergent/Căpitan Tom Parker |                                                                              |
| 2004 | Lost                                                    | Jeremy Stanton             |                                                                              |
| 2005 | Truth                                                   | Peter                      |                                                                              |
| 2005 | Bailey's Billion$                                       | Theodore Maxwell           |                                                                              |
| 2005 | Wrinkles                                                |                            |                                                                              |
| 2006 | Max Havoc: Ring of Fire                                 | Roger Tarso                |                                                                              |
| 2006 | September Dawn                                          | Joseph Smith               |                                                                              |
| 2007 | Urban Decay                                             | Stan                       |                                                                              |
| 2008 | Ace of Hearts                                           | Daniel Harding             |                                                                              |
| 2008 | $5 a Day                                                | Rick Carlson               |                                                                              |
| 2009 | Aussie and Ted's Great Adventure                        | Michael Brooks             |                                                                              |
| 2009 | Maneater                                                | Harry                      |                                                                              |
| 2010 | Circle of Pain                                          | Wyatt                      |                                                                              |
| 2010 | Arctic Predator (Frost Giant)                           | JC                         | Film                                                                         |
| 2010 | Abandoned                                               | Kevin Peterson             |                                                                              |
| 2010 | Hole in One                                             | Repo Man                   |                                                                              |
| 2010 | Kill Katie Malone                                       | Robert                     |                                                                              |
| 2010 | Pure Country 2: The Gift                                | Regizor videoclipuri       | Și scenarist; Gold Award Theatrical Feature Film (Împărțit cu/ producătorii) |
| 2010 | A Nanny for Christmas                                   | Danny Donner               |                                                                              |
| 2010 | Subject: I Love You                                     | James Trapp                |                                                                              |
| 2010 | Bed & Breakfast                                         | Jake                       |                                                                              |
| 2011 | 5 Days of War                                           | Chris Bailot               |                                                                              |
| 2011 | A Mile in His Shoes                                     | Arthur 'Murph' Murphy      |                                                                              |
| 2011 | At the Top of the Pyramid                               | Jefferson Parker           |                                                                              |
| 2011 | Home Run Showdown                                       | Rico Deluca                |                                                                              |
| 2011 | Dirty Little Trick                                      | Michael                    |                                                                              |
| 2011 | The Case for Christmas                                  | Michael Sherman            |                                                                              |
| 2011 | The Fallen                                              | Cole                       |                                                                              |
| 2011 | Latin Quarter                                           | Appolinaire                |                                                                              |
| 2011 | Vacation                                                | Bryce                      |                                                                              |
| 2011 | The Sandy Creek Girls                                   | Jared                      |                                                                              |
| 2012 | Meant to Be                                             | Mike                       |                                                                              |
| 2012 | Operation Cupcake                                       | Griff Carson               |                                                                              |
| 2013 | Heaven's Door                                           | Leo                        |                                                                              |
| 2013 | Man Camp                                                | Luke                       |                                                                              |
| 2013 | Defending Santa                                         | Sheriff Scott Hanson       |                                                                              |
| 2014 | At the Top of the Pyramid                               | Jefferson Parker           |                                                                              |
| 2014 | The Dog Who Saved Easter                                | Ted Stein                  |                                                                              |
| 2014 | God's Not Dead                                          | Mark                       |                                                                              |
| 2014 | The Appearing                                           | Dr. Shaw                   |                                                                              |
| 2014 | Airplane vs. Volcano                                    | Rick Pierce                |                                                                              |
| 2014 | Jingle Belle                                            | Glenn                      |                                                                              |
| 2014 | Holiday Miracle                                         | Sheriff Rick Langston      |                                                                              |
| 2014 | Mind's Eye                                              | Mark Willis                |                                                                              |
| 2014 | A Horse for Summer                                      | Kent Walsh                 |                                                                              |
| 2014 | A Dog for Christmas                                     | Earl                       | Post-producție                                                               |
| 2014 | Horse Camp                                              | Luke                       | Post-producție                                                               |
| 2015 | Deadly Sanctuary                                        | Roy Hollingsworth          | Post-producție                                                               |

| An           | Titlu                                                | Rol                   | Note                                                              |
| ------------ | ---------------------------------------------------- | --------------------- | ----------------------------------------------------------------- |
| 1989         | Christine Cromwell: Things That Go Bump in the Night |                       |                                                                   |
| 1992         | A Different World                                    | Eddie                 |                                                                   |
| 1992         | Grapevine                                            | Brian                 |                                                                   |
| 1992         | Beverly Hills, 90210                                 | Rick                  | 4 episoade                                                        |
| 1993         | Touchdown: Football Goes to the Movies               | Himself — Gazdă       |                                                                   |
| 1993–1997    | Lois & Clark: The New Adventures of Superman         | Clark Kent/Superman   | 87 episoade Scenarist - 2 episoade                                |
| 1995         | Off Camera with Dean Cain                            | Himself — Host        | Serial TV / Gazdă / Și producător & regizor                       |
| 1996         | Cutty Whitman                                        | Clark Kent            | Nemenționat                                                       |
| 1997         | Rag and Bone                                         | Tony Moran            | Și producător                                                     |
| 1998         | Dogboys                                              | Julian Taylor         |                                                                   |
| 1998         | Futuresport                                          | Tremaine 'Tre' Ramzey |                                                                   |
| 1999–2003    | Ripley's Believe It or Not!                          | Rolul său — Gazdă     | Serial TV /Gazdă/Și producător                                    |
| 2000         | The Runaway                                          | Șerif Frank Richards  |                                                                   |
| 2001         | Just Shoot Me!                                       | Chris Williams        |                                                                   |
| 2002         | Gentle Ben                                           | Jack Wedloe           |                                                                   |
| 2002         | The Glow                                             | Matt Lawrence         |                                                                   |
| 2002         | Christmas Rush                                       | Lt. Cornelius Morgan  |                                                                   |
| 2002         | Frasier                                              | Rick                  |                                                                   |
| 2003         | Gentle Ben 2: Danger on the Mountain                 | Jack Wedloe           |                                                                   |
| 2003–2004    | The Division                                         | Insp. Jack Ellis      | 8 episodes                                                        |
| 2004         | I Do (But I Don't)                                   | Nick Corina           |                                                                   |
| 2004         | The Perfect Husband: The Laci Peterson Story         | Scott Peterson        |                                                                   |
| 2004-2005    | Clubhouse                                            | Conrad Dean           | 11 episoade                                                       |
| 2005         | Mayday                                               | Cmdr. James Slan      |                                                                   |
| 2005         | Law & Order: Special Victims Unit                    | Dr. Mike Jergens      |                                                                   |
| 2005         | Hope & Faith                                         | Larry Walker          | 4 episoade                                                        |
| 2005-2006    | Las Vegas                                            | Casey Manning         | 9 episoade                                                        |
| 2006         | 10.5: Apocalypse                                     | Brad                  |                                                                   |
| 2006         | Dead and Deader                                      | Lt. Bobby Quinn       |                                                                   |
| 2006         | A Christmas Wedding                                  | Tucker                |                                                                   |
| 2007         | Camera ascunsă                                       | Dan Kovacs            |                                                                   |
| 2007         | Crossroads: A Story of Forgiveness                   | Bruce Murakami        |                                                                   |
| 2007         | Final Approach                                       | Jack Bender           |                                                                   |
| 2007         | Smallville                                           | Dr. Curtis Knox       |                                                                   |
| 2007         | CSI: Miami                                           | Roger Partney         |                                                                   |
| 2008         | Making Mr. Right                                     | Eddie                 |                                                                   |
| 2009         | The Gambler, the Girl and the Gunslinger             | Shea McCall           |                                                                   |
| 2009         | The Dog Who Saved Christmas                          | Ted Stein             |                                                                   |
| 2009         | The Three Gifts                                      | Jack Green            |                                                                   |
| 2010         | Frost Giant                                          | JC                    |                                                                   |
| 2010         | The Way Home                                         | Randy Simpkins        | Nominalizare – Movieguide Awards Most Inspiring Television Acting |
| 2010         | The Dog Who Saved Christmas Vacation                 | Ted Stein             |                                                                   |
| 2011         | The Dog Who Saved Halloween                          | Ted Stein             |                                                                   |
| 2011         | Burn Notice                                          | Ryan Pewterbaugh      |                                                                   |
| 2012         | Criminal Minds                                       | Curtis Banks          |                                                                   |
| 2012         | Don't Trust the B---- in Apartment 23                | Rolul său             |                                                                   |
| 2012         | Stars Earn Stripes                                   | Himself               | 5 episoade                                                        |
| 2012         | The Dog Who Saved the Holidays                       | Ted Stein             | film TV                                                           |
| 2012         | The Choice                                           | Rolul său             |                                                                   |
| 2012         | Bloopers                                             | Rolul său             |                                                                   |
| 2013-present | Hit the Floor                                        | Pete Davenport        | Rol principal                                                     |
| 2013         | Texas Takedown: The Real Men in Black                | Narator               |                                                                   |

| An   | Titlu          | Rol   | Note |
| ---- | -------------- | ----- | ---- |
| 2002 | Grandia Xtreme | Evann | Voce |